# Niederzurren

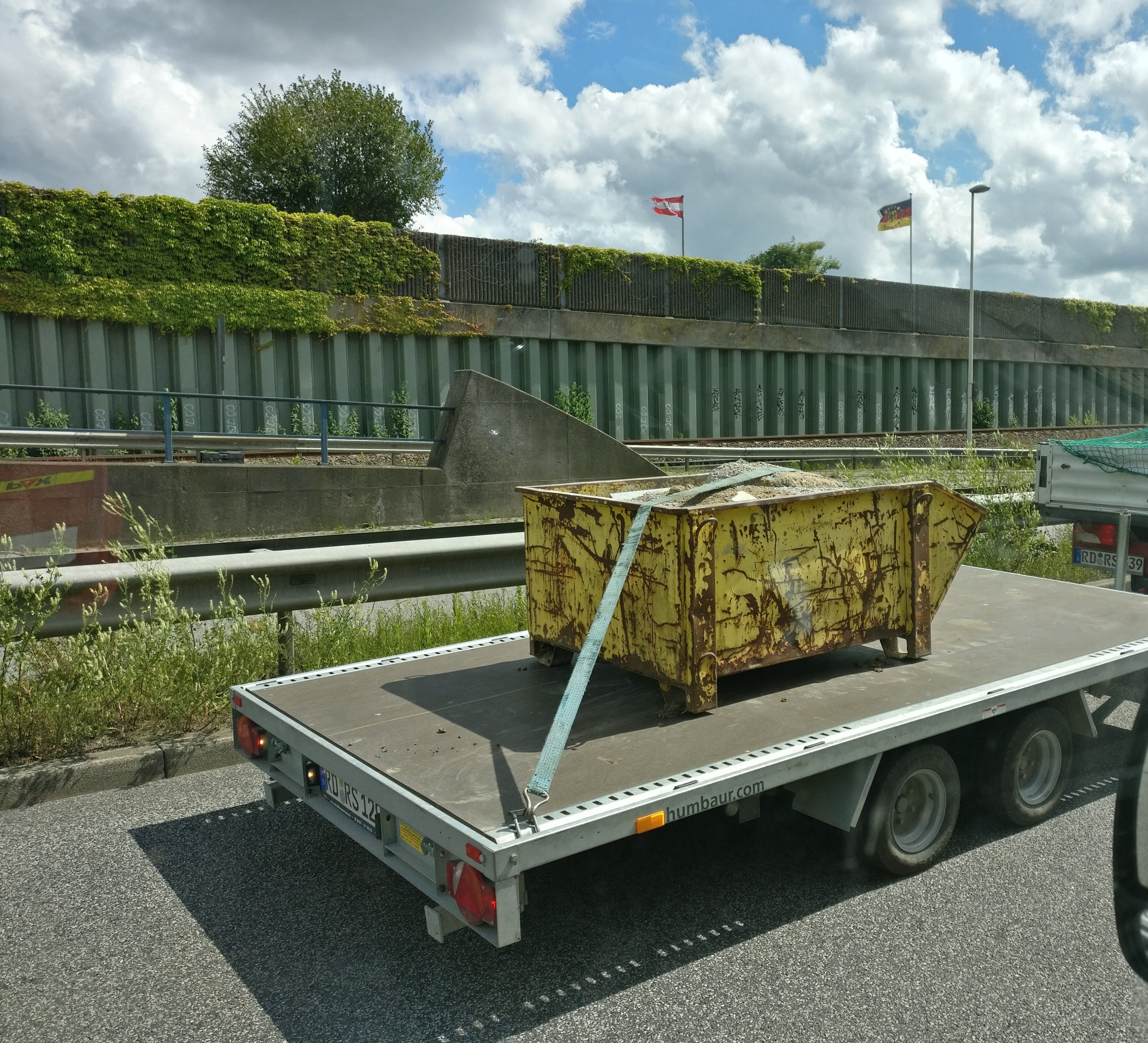
Nicht fachgerecht niedergezurrte Schuttmulde auf einem Anhänger

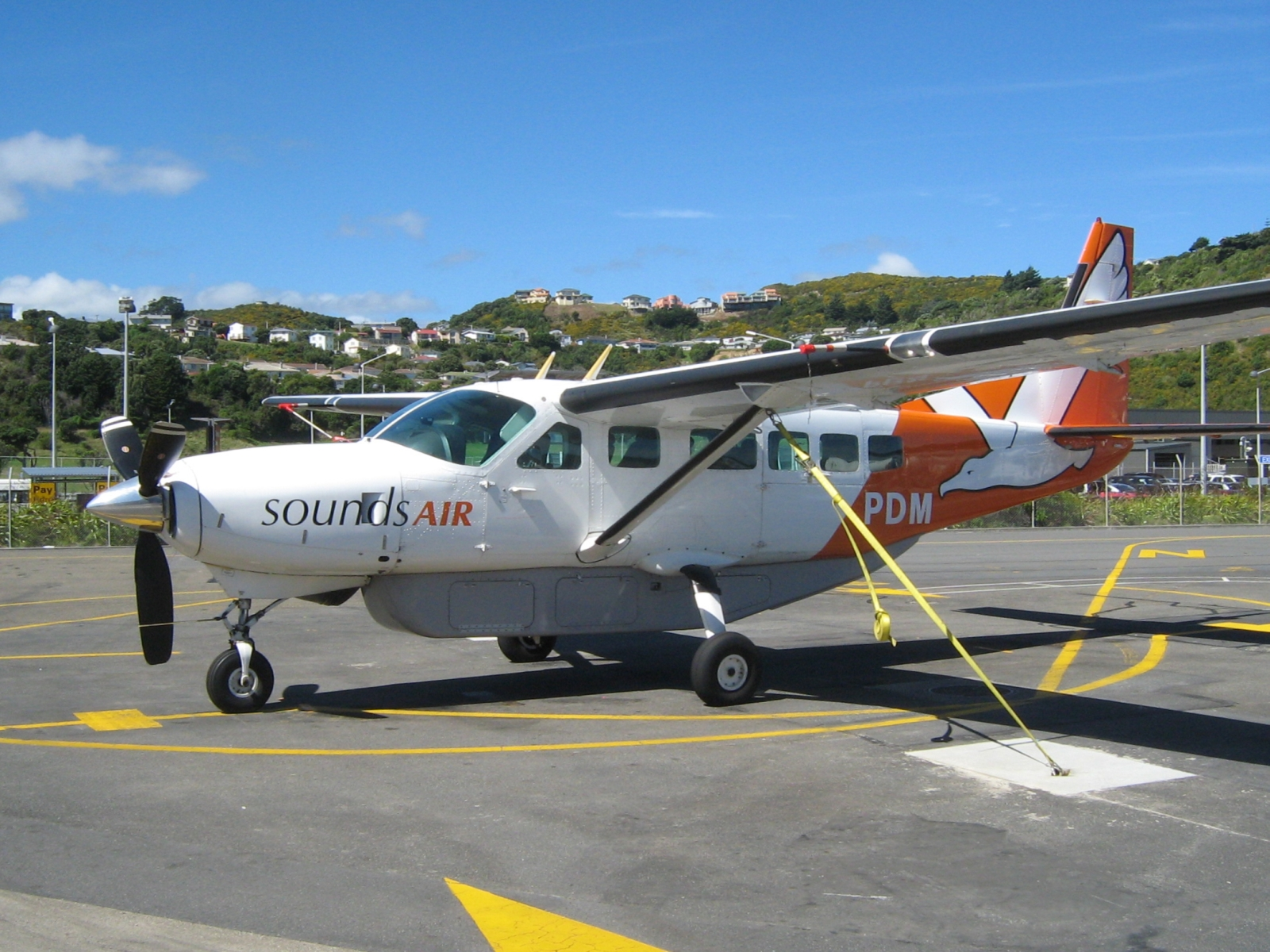
Niedergezurrtes Flugzeug

Niederzurren ist eine häufige Zurrart um ein unbeabsichtigtes Verrutschen von Gegenständen zu verhindern.
Beispiele:
- Beim Güterkraftverkehr zur kraftschlüssigen Ladungssicherung; die Zurrmittel (Spanngurte oder Zurrketten) sind nicht an der Last angeschlagen, sie „drücken das Ladegut nach unten auf die Ladefläche“. Wirkprinzip ist somit die Erhöhung der Normalkraft zwischen Ladegut und Auflage, um so die Reibungskräfte zu erhöhen. Erfordert somit meist eine hohe Anzahl an Zurrmitteln und reibwerterhöhende Zwischenlagen.
- Bei Flugzeugen zur Sicherung gegen unbeabsichtigtes Verwehen. Im Bild sind die Sicherungsmittel sowohl am Boden als auch am zu sichernden Flugzeug direkt an speziellen Lastaufnahmen angeschlagen. (Im Straßenverkehr entspräche dies dem Direktzurren, auch Diagonalzurren genannt.)
- Bei Fliegenden Bauten wie Open-Air-Bühnen gegen Windlast.